# كامره (باكستان)
كامرة (بالأردية: کامرہ) هي إحدى مدن مقاطعة أتك الباكستانية، تقع في منطقة جبلية شمال إقليم البنجاب الباكستاني، ويوجد بها مجمع الطيران الباكستاني وقاعدة منهاس التابعة للقوات الجوية الباكستانية.
1. ↑  GeoNames (بالإنجليزية), 2005, QID:Q830106